# حركة أرت أبيليتيشن
أرت أبيليتيشن(ArtAbilitation) هي حركة ذات تاريخ قصير. بدأت أعمالها كمؤتمر دولي ومجموعة من ورش العمل والندوات. حيث ظهرت في إسبيرغ، الدنمارك في سبتمبر 2006 عند دعم «المؤتمر الدولي المعني بالعجز والواقع الافتراضي والتكنولوجيا ذات الصلة»؛  أثناء الاحتفال بالذكرى السنوية العاشرة. ولقد نشر كتاب محددون في هذا الحدث الافتتاحي مقالاتهم في جريدة روتلدج اليومية الدولية للإبداع الرقمي.
وأُعد تقرير عن أحداث المؤتمر الدولي المعني بالعجز والواقع الافتراضي والتكنولوجيا ذات الصلة وحركة «أرت أبيليتيشن» 2006 في الجريدة اليومية الدولية عن الواقع الافتراضي.
وفي عام 2007 أيد المؤتمر الثاني لحركة أرت أبيليتيشن المؤتمر الدولي السابع عشر لـ الواقع الاصطناعي والتواجد عن بعد (المؤتمر الدولي المعني بالواقع الاصطناعي). يُعد «المؤتمر الدولي المعني بالواقع الاصطناعي» هو أقدم مؤتمر دولي عن الواقع الافتراضي والذي تمت استضافته في إسبيرغ، الدنمارك. وهذه هي المرة الأولى التي يُعقد فيها المؤتمر خارج المحيط الهادئ بآسيا. حيث يُنظم «المؤتمر الدولي المعني بالواقع الاصطناعي» من قبل جمعية الواقع الافتراضي اليابانية (جمعية الواقع الافتراضي اليابانية). وعُقد «المؤتمر الدولي المعني بالواقع الاصطناعي» لعام 2006 في جامعة تشجيانغ للتكنولوجيا في الصين. ومن ثم تم نشر محفوظات «المؤتمر الدولي المعني بالواقع الاصطناعي» لعام 2007 على موقع «معهد المهندسين الكهربائيين والإلكترونيين». لذا قامت الندوة العالمية الأولى بتدعيم «تصاميم الألعاب المشاركة للجميع».
بينما عُقد المؤتمر الثالث لحركة «أرت أبيليتيشن» إلى جانب «المؤتمر الدولي المعني بالعجز والواقع الافتراضي والتكنولوجيا ذات الصلة» لعام 2008 في مايا، البرتغال في 8 سبتمبر أثناء الاحتفال بالذكرى العاشرة. ومن ثم تمت استضافة جلسة استثنائية في الموسيقى في كاسا دا ميوزيكا (Casa da Musica)، بورتو، البرتغال يوم 11 سبتمبر. وأعقب ذلك المؤتمر الدولي الثاني في الفن والذكاء واللغات (International Congress on Art, Brain and Languages)، والذي تم استضافته في «كاسا دا ميوزيكا» في بورتو يومي 11 و12 سبتمبر. حيث ضم المؤتمر مجالات مختلفة من المعرفة مثل علم النفس العصبي وعلوم الموسيقى والفنون المسرحية والعلاج بالفن واللغويات. وهو يهدف إلى منهج شامل ومتعدد الاختصاصات للتعلم وعدم القدرة وإعادة التأهيل. ويهتم بمعرفة كيفية إتمام الممارسة المرتبطة ومعالجة الأنواع المختلفة من اللغة (الموسيقية والنفسية الحركية واللفظية والتكنولوجية وعلم الجمال) التي تتمكن من التدخل في التعليم وعدم القدرة (الحركية أو اللفظية أو العقلية).
ويُعقد مؤتمر «أرت أبيليتيشن» لعام 2010 في شيلي.

## الغاية
يسعى حوالي 600 مليون مُعاق يعيشون في جميع أنحاء العالم وحركة «أرت أبيليتيشن» جميعًا لتسهيل التعبير الإبداعي للمعاقين والتفاعل من خلال توسيع المفهوم التقليدي لما هو ممكن. لذا يُقيد هذا الفهم المحدود لقدرات الناس من صفاتهم الإبداعية (التي قد تنعكس على قضايا حياتية أخرى).
وهناك أدوات جديدة لاستكمال الممارسات العلاجية التقليدية هي تلك التي تظهر في السوق. وهناك أيضًا استخدامات بديلة من الأدوات المستخدمة متوفرة. ومن خلال استخدام هذه الأدوات، يمكن خلق فرص جديدة لتحسين نوعية الحياة في الأنشطة اليومية.
لذا فقد انضمت حركة «أرت أبيليتيشن» مع الجمعية الدولية لإعادة التأهيل الافتراضي.
وقد شاركت حركة «أرت أبيليتيشن» في لجنة مؤتمر الحاسوب الدولي للموسيقى في عام 2007.